# دامشهر
شهرک دامشهر، شهرکی است از توابع بخش مرکزی شهرستان جعفرآباد در استان قم ایران. بزرگترین میدان دام مرکز کشور نیز در شهرک دامشهر واقع شده است